# 오송역
오송역(Osong station, 五松驛)은 대한민국 충청북도 청주시 흥덕구 오송읍 봉산리에 있는 충북선, 경부고속선, 호남고속선의 철도역이다. KTX 비상열차가 대기하고 있으며, 7번 출구 앞의 시내버스 환승센터에서 청주국제공항, 대전, 세종으로 운행하는 바로타 3개 노선이 운영되고 있다.

## 개요
1921년 11월 1일에 개업하였으나 여객 수요가 부족하여 1983년 2월 1일 여객 취급을 중지하고 화물만 취급하던 간이역이 되었다. 그러나 개업한 지 89년 만인 2010년 11월 1일 경부고속철도 2단계(동대구 ~ 부산 간) 개통과 함께 충북선과 KTX의 환승역으로 새롭게 단장하였다. 또한 호남고속선의 분기역으로 결정되어, 2015년 4월 2일부터 경부고속선으로부터 분기된다.
환승 편의를 위하여 2017년 4월 3일 현재 모든 충북선 열차와 1일 55회의 SRT 열차, 1일 127회 ~ 138회의 KTX 열차가 정차하고 있다. KTX 개통 당시에는 단독 관리역이였으나 2011년 7월 청주역이 관리하고 있었던 충북선 소재 10개 역을 흡수 통합하면서 단독 관리역이 아니게 되었으며, 세종특별자치시 출범 및 정부세종청사 개청 등으로 이용객이 큰 폭으로 증가하였다.
충북선 선로와 마주보는 역사 서편 광장의 7번 출구에는 오송역버스환승센터가 조성되어 있다. 3개의 바로타 노선과 함께 여러 청주시 시내버스 노선 및 일부 시외버스 노선이 환승센터에 정차하며, 이들 노선을 통해 청주시 도심과 세종특별자치시, 대전광역시 등지로 이동할 수 있다.
구 역사와 시멘트 공장을 철거한 자리에 들어선 신 역사는 2008년 6월 25일 착공되었으며, 2200억원을 투입하여 10만 4325 m2 부지에 지하 1층, 지상 3층, 연면적 2만 65 m2로 2010년 10월 28일에 준공된 것이다.

## 역사
- 1921년 11월 1일: 중앙철도(주) 2종 정류장 설정
- 1934년 9월 25일: 갑종 정류장으로 승격
- 1972년 7월 20일: 역원무배치간이역으로 격하[5]
- 1974년 12월 5일: 폐지[6]
- 1976년 9월 29일: 역사 신축 착공
- 1977년 9월 5일: 보통역으로 부활 영업 개시
- 1977년 12월 31일: 역사 신축 준공
- 1980년 10월 17일: 화물 취급 중지[7]
- 1983년 2월 1일: 여객 취급 중지[8]
- 1988년 7월 20일: 경부고속철도 인입선 부설
- 2008년 6월 25일: 경부고속철도 오송역 착공
- 2010년 10월 28일: 경부고속철도 오송역 준공
- 2010년 11월 1일: 경부고속철도 오송역 개통과 함께 단독관리역으로 여객 취급 재개
- 2011년 7월: 청주역이 관리하던 충북선 소재 10개역 흡수 통합과 함께 단독관리역이 아니게 됨
- 2012년 11월 1일: 배치간이역으로 격하
- 2014년 5월 1일  충북종단열차 운행 개시
- 2015년 2월 13일: 호남고속철도 역사 사용개시 고시[9]
- 2015년 4월 2일: 호남고속선 개통
- 2016년 12월 9일: SRT 운행개시 및 충북선 누리로 폐지
- 2018년 7월 1일: 충북선 1281,1282열차 누리로 운행 개시
- 2020년 1월 16일: 7번 출구 앞 광장에 버스환승센터 개소 및 기존 오송가락로 가로변 버스정류장 폐지
- 2020년 8월 3일: 중부내륙순환열차 운행 중지

## 역 구조
- 경부고속선, 호남고속선 승강장은 4홈 10선 쌍상대식 승강장, 충북선은 2면 4선의 쌍섬식 승강장을 갖추고 있다.
- 4번 승강장과 5번 승강장 사이에 2선의 경부고속선 통과선이, 1번 승강장과 8번 승강장 양 끝에 2선의 호남고속선 통과선이 있다.
- 9번과 10번은 결번이다.

### KTX·SRT 승강장
| ↑천안아산                                           |
| \| ８７ \| ６５ \| ４３ \| ２１ \|                  |
| 대전(경부고속선)↓/서대전(호남선)↓/공주(호남고속선)↓ |

|     | 호남고속선 · 호남고속선 경유 전라선      | KTX · SRT | 통과선                                                                               |
| 1~2 | 호남고속선 · 호남고속선 경유 전라선      | KTX · SRT | 공주 · 광주송정 · 목포 · 여수엑스포 방면                                             |
| 3~4 | 경부고속선 · 서대전 경유 호남선 · 전라선 | KTX · SRT | 대전 · 동대구 · 포항 · 부산 · 진주 방면 서대전 · 논산 · 목포 · 전주 · 여수엑스포방면 |
|     | 경부고속선                               | KTX · SRT | 통과선                                                                               |
| 5~6 | 경부고속선                               | KTX · SRT | 서울 · 수서 · 용산 · 행신 방면                                                       |
| 7~8 | 호남고속선                               | KTX · SRT | 서울 · 수서 · 용산 · 행신 방면                                                       |
|     | 호남고속선                               | KTX · SRT | 통과선                                                                               |

### 충북선 승강장
| ↑조치원(충북선)/↑전의(경부선) |
| 1112 \| 1314 \|               |
| 청주↓                         |

| 11 | 충북선 | 무궁화호 | 사용하지 않음           |
| 12 | 충북선 | 무궁화호 | 대전 · 서울 방면        |
| 13 | 충북선 | 무궁화호 | 청주 · 충주 · 제천 방면 |
| 14 | 충북선 | 무궁화호 | 사용하지 않음           |

## 역 주변
- 오송역버스환승센터
- 오송읍 행정복지센터
- 오송고속철도시설사무소
- 철도종합시험선로
- 오송보건의료행정타운
  - 식품의약품안전처
  - 질병관리청
- 청주 오스코

## 사진

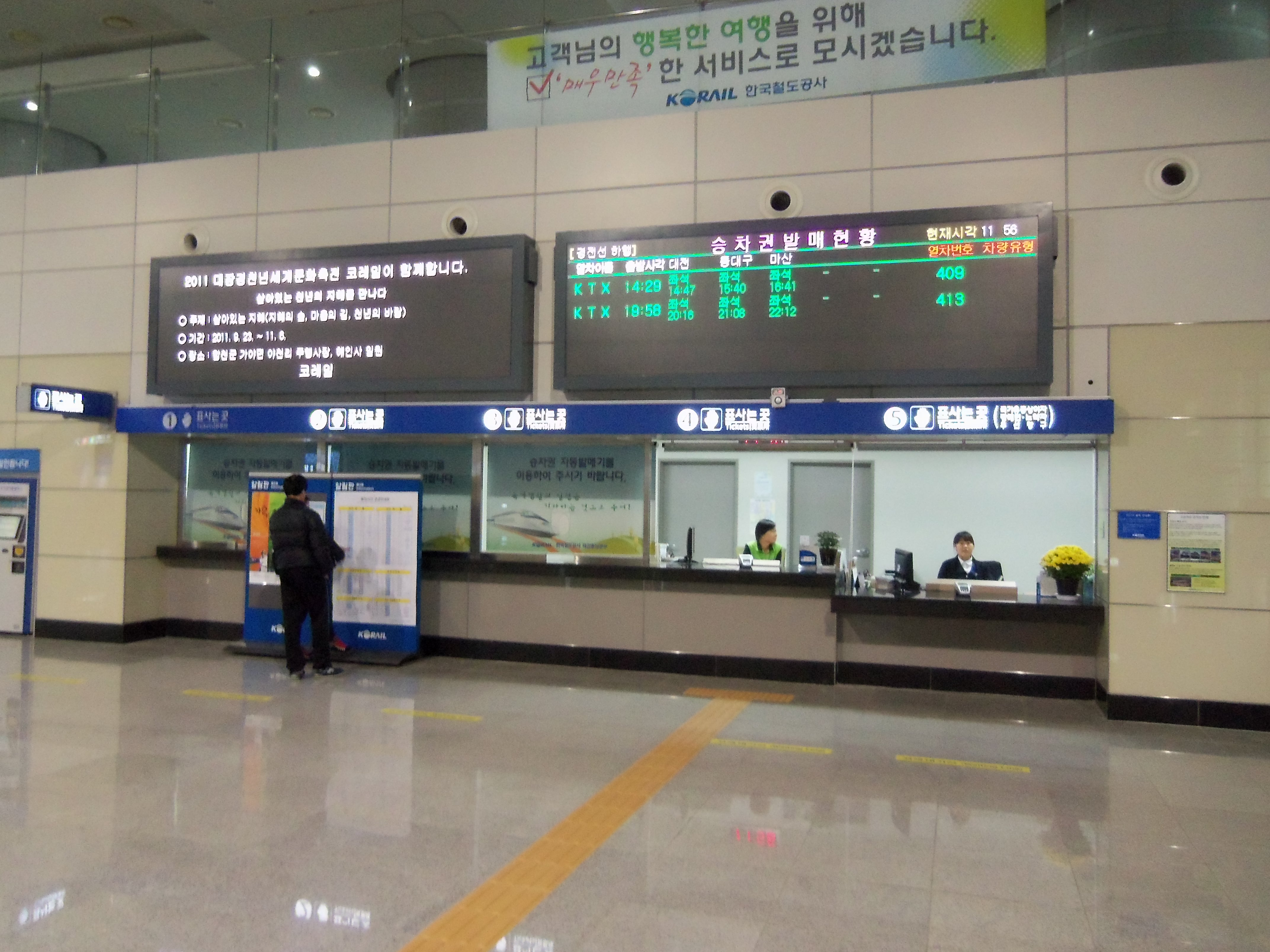
매표창구

## 인접한 역
충북선을 운행하는 열차는 8왕복이 대전역과 제천역을, 2왕복은 동대구역과 영주역을, 1왕복은 서울역과 제천역을 각각 기점으로 운행되며, 경부고속선과 호남고속선을 운행하는 열차는 대부분 서울역, 수서역, 용산역을 기점으로 운행되며 일부는 행신역 기점으로 운행된다.
| 경부고속선              | 경부고속선                    | 경부고속선             |
| ----------------------- | ----------------------------- | ---------------------- |
| 천안아산 행신 방면      | KTX 경부선 · 경부선 구포 경유 | 대전 부산 방면         |
| 천안아산 행신 방면      | KTX 경전선                    | 대전 진주 방면         |
| 천안아산 행신 방면      | KTX 동해선                    | 대전 포항              |
| 경부고속선 · 호남고속선 |                               |                        |
| 천안아산 행신 방면      | KTX 호남선                    | 공주 목포 방면         |
| 천안아산 행신 방면      | KTX 전라선                    | 공주 여수엑스포 방면   |
| 경부고속선 · 호남선     |                               |                        |
| 천안아산 행신 방면      | KTX 호남선 서대전만 경유      | 서대전 익산 방면       |
| 천안아산 서울 방면      | KTX 호남선 서대전 · 김제 경유 | 서대전 목포 방면       |
| 천안아산 용산 방면      | KTX 전라선 서대전 경유        | 서대전 여수엑스포 방면 |
| SRT                     |                               |                        |
| 천안아산 수서 방면      | SRT 경부고속선                | 대전 부산 방면         |
| 천안아산 수서 방면      | SRT 경전선                    | 대전 진주 방면         |
| 천안아산 수서 방면      | SRT 동해선                    | 대전 포항 방면         |
| 천안아산 수서 방면      | SRT 호남고속선                | 공주 목포 방면         |
| 천안아산 수서 방면      | SRT 전라선                    | 공주 여수엑스포 방면   |
| 충북선                  |                               |                        |
| 조치원 대전 방면        | 무궁화 충북선                 | 청주 제천 방면         |
| 전의 서울 방면          | 무궁화 충북선 · 경부선        | 청주 제천 방면         |

## 같이 보기
- 오송역버스환승센터
- 궁평2지하차도 침수 사고(오송 참사)